# Rouadi
Rouadi (franska: Rouadi (CR), Rouadi (Commune Rurale), arabiska: رواضي) är en kommun i Marocko.   Den ligger i provinsen Al Hoceïma och regionen Tanger-Tétouan-Al Hoceïma, i den nordöstra delen av landet, 270 km nordost om huvudstaden Rabat. Antalet invånare är 8 092.